# 夏青
夏青（1927年4月23日—2004年7月24日），本名耿绍光，男，汉族，黑龙江人，中国播音专家，曾任中央人民广播电台播音员、播音指导，国家语言文字工作委员会委员，第五、六、七、八届全国政协委员。

## 生平
夏青是黑龍江呼兰县人，曾在哈尔滨马家沟小学任教师，1948年考入东北大学中文系，1949年从东北大学转入范长江主办的北京新闻学校第一期学习班，1950年调入中央人民广播电台，同时开始使用“夏青”这一播音名，取“华夏青年”之意，并在齐越的指导下成为一名擅长播送新闻政议类文稿的播音员。
1954年夏青在第一届全国人民代表大会上全文宣读第一版宪法时实现了一字未错的记录。此后夏青多次担纲重大事件的播报，如1964年原子弹爆炸、1966年《中共中央關於文化大革命的決定》、1976年毛泽东逝世、1981年十一届六中全会通过《关于建国以来党的若干历史问题的决议》等。
除时政播报外，夏青还曾多次在中央人民广播电台《阅读与欣赏》中朗读古诗词，1980年更当选为中国语言学会理事，1982年担任国家语委审音委员会委员。